# أمامي (كاغوشيما)
مدينة أمامي (بالإنجليزية: Amami)‏ هي أحد المدن التابعة لمحافظة كاغوشيما. تأسست رسميًا في 20/03/2006. ويقدر عدد سكانها بـ 48116 نسمة حسب تقدير مكتب الإحصاء الياباني لعام 2012. تبلغ مساحة أمامي 306.2 كم2. بكثافة سكانية تبلغ 157 نسمة/كم2.

## المناخ
يظهر الجدول التالي التغييرات المناخية على مدار السنة لأمامي:
| البيانات المناخية لـأمامي         | البيانات المناخية لـأمامي | البيانات المناخية لـأمامي | البيانات المناخية لـأمامي | البيانات المناخية لـأمامي | البيانات المناخية لـأمامي | البيانات المناخية لـأمامي | البيانات المناخية لـأمامي | البيانات المناخية لـأمامي | البيانات المناخية لـأمامي | البيانات المناخية لـأمامي | البيانات المناخية لـأمامي | البيانات المناخية لـأمامي | البيانات المناخية لـأمامي |
| الشهر                             | يناير                     | فبراير                    | مارس                      | أبريل                     | مايو                      | يونيو                     | يوليو                     | أغسطس                     | سبتمبر                    | أكتوبر                    | نوفمبر                    | ديسمبر                    | المعدل السنوي             |
| --------------------------------- | ------------------------- | ------------------------- | ------------------------- | ------------------------- | ------------------------- | ------------------------- | ------------------------- | ------------------------- | ------------------------- | ------------------------- | ------------------------- | ------------------------- | ------------------------- |
| متوسط درجة الحرارة الكبرى °م (°ف) | 17.0 (62.6)               | 17.5 (63.5)               | 19.8 (67.6)               | 23.3 (73.9)               | 26.0 (78.8)               | 29.0 (84.2)               | 32.1 (89.8)               | 31.7 (89.1)               | 30.2 (86.4)               | 26.7 (80.1)               | 23.0 (73.4)               | 19.2 (66.6)               | 24.6 (76.3)               |
| المتوسط اليومي °م (°ف)            | 14.2 (57.6)               | 14.6 (58.3)               | 16.6 (61.9)               | 20.0 (68.0)               | 22.6 (72.7)               | 25.6 (78.1)               | 28.4 (83.1)               | 28.1 (82.6)               | 26.6 (79.9)               | 23.3 (73.9)               | 19.8 (67.6)               | 16.1 (61.0)               | 21.3 (70.4)               |
| متوسط درجة الحرارة الصغرى °م (°ف) | 11.3 (52.3)               | 11.7 (53.1)               | 13.4 (56.1)               | 16.7 (62.1)               | 19.5 (67.1)               | 22.9 (73.2)               | 25.4 (77.7)               | 25.3 (77.5)               | 23.7 (74.7)               | 20.3 (68.5)               | 16.8 (62.2)               | 13.0 (55.4)               | 18.3 (65.0)               |
| الهطول مم (إنش)                   | 187.7 (7.39)              | 154.1 (6.07)              | 195.9 (7.71)              | 214.6 (8.45)              | 319.2 (12.57)             | 406.7 (16.01)             | 220.2 (8.67)              | 311.0 (12.24)             | 298.5 (11.75)             | 219.0 (8.62)              | 190.2 (7.49)              | 153.5 (6.04)              | 2٬870٫6 (113.01)          |
| متوسط الرطوبة النسبية (%)         | 69                        | 70                        | 71                        | 74                        | 78                        | 80                        | 78                        | 79                        | 79                        | 73                        | 71                        | 70                        | 74                        |
| ساعات سطوع الشمس الشهرية          | 62.0                      | 59.9                      | 85.4                      | 115.7                     | 122.7                     | 131.7                     | 223.2                     | 191.7                     | 156.2                     | 126.2                     | 87.7                      | 73.4                      | 1٬435٫8                   |
| المصدر: NOAA (1961-1990)          |                           |                           |                           |                           |                           |                           |                           |                           |                           |                           |                           |                           |                           |

## توأمة
لأمامي (كاغوشيما) اتفاقيات توأمة مع كل من:
- نيشينومايا
- ناكوغدوشس